# Gil Álvarez de Albornoz

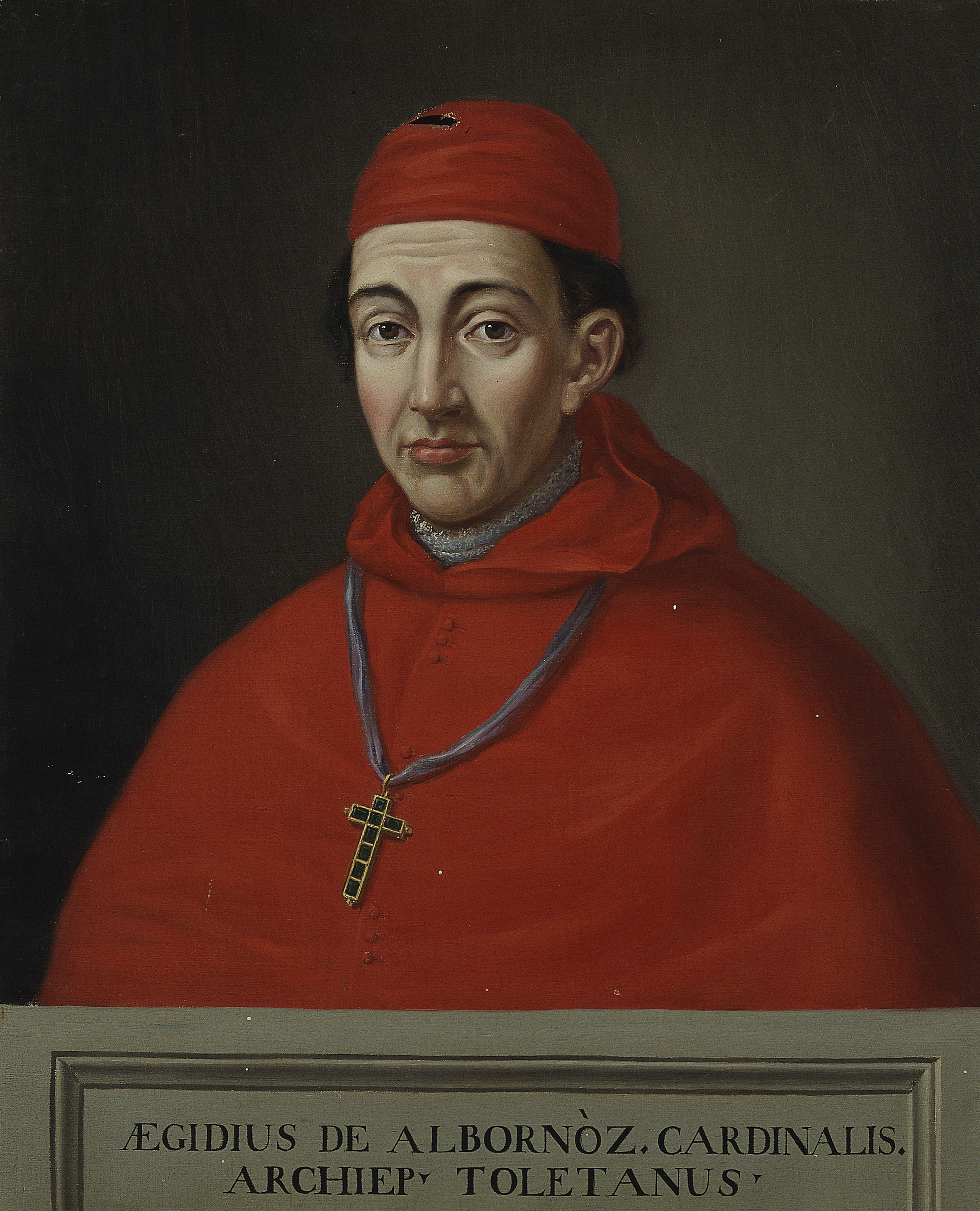
Gil Álvarez de Albornoz.

Gil Álvarez de Albornoz, född 1310 i Cuenca, Spanien, död 23 augusti 1367 på slottet Bonriposo i närheten av Viterbo, Italien, var en spansk kardinal och kyrkoledare. Han var ärkebiskop av Toledo mellan 1338 och 1350.
Påve Clemens VI utsåg 1350 Albornoz till kardinalpräst av San Clemente.